# Фредерік Волтерс
Фредерік Волтерс (англ. Frederick Wolters, 14 червня 1904 — 29 грудня 1990) — американський хокеїст на траві.
Бронзовий призер Олімпійських Ігор 1932 року.